# UAE Team Emirates XRG
L'UAE Team Emirates XRG, nota in passato come Lampre, è una squadra maschile emiratina di ciclismo su strada con licenza di UCI WorldTeam.
Nata nel 2005 dalla fusione tra le squadre Saeco e Lampre, fu attiva con licenza italiana fino al 2017, quando allo sponsor Lampre subentrò un pool di imprese di Abu Dhabi affiancato dal telaista Colnago. Con la maglia della squadra Lampre, Michele Scarponi ha vinto il Giro d'Italia 2011, mentre con sponsor UAE Tadej Pogačar ha conquistato i Tour de France 2020, 2021, 2024 e 2025, il Giro d'Italia 2024, la Parigi-Nizza 2023, oltre a svariate corse in linea, tra cui due volte il Giro delle Fiandre (nel 2023 e nel 2025), tre Strade Bianche (nel 2022, 2024 e 2025), quattro Giri di Lombardia (2021, 2022, 2023, 2024), tre Liegi-Bastogne-Liegi (nel 2021, 2024 e 2025) e un'Amstel Gold Race (nel 2023).

## Storia

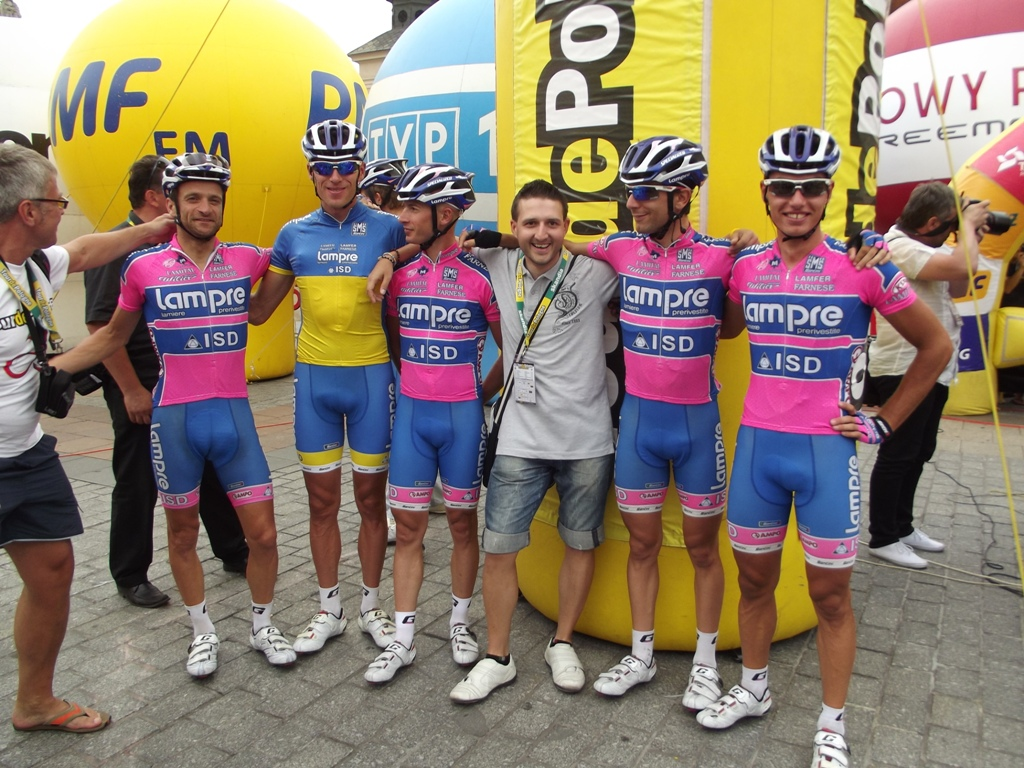
Ciclisti nel 2011 sponsorizzati Lampre.

La squadra viene creata nel 2005, in concomitanza con la nascita dell'UCI ProTour, grazie alla fusione tra le due formazioni professionistiche italiane Saeco e Lampre, assumendo la denominazione Lampre-Caffita; dalla vecchia Lampre vengono mantenuti i colori sociali, blu e fucsia. Nel 2006 e nel 2007 secondo sponsor è Fondital, mentre nel 2008 Lampre è sponsor unico. Il secondo sponsor nel 2009 è N.G.C., mentre nella stagione 2010 è la Farnese Vini; nelle stagioni 2011 e 2012 il secondo sponsor è ISD mentre dal 2013 al 2016 è il telaista Merida.
Nelle dodici stagioni di attività come Lampre, i principali successi arrivano con Alessandro Ballan, Damiano Cunego, Michele Scarponi e Alessandro Petacchi. Ballan e Cunego si mettono in evidenza nelle classiche nel biennio 2007-2008, vincendo rispettivamente un Giro delle Fiandre e due Giri di Lombardia, mentre Scarponi ottiene la vittoria del Giro d'Italia 2011 dopo la squalifica di Alberto Contador; Petacchi si aggiudica infine la maglia verde della classifica a punti al Tour de France 2010.
Al termine del 2016 Lampre, dopo oltre 20 anni, dà l'addio alla sponsorizzazione e alla storica livrea blu-fucsia. Il gruppo sportivo non chiude, viene invece subito ricostituito intorno a Giuseppe Saronni, general manager storico del team Lampre, grazie ai finanziamenti di imprese dell'emirato di Abu Dhabi (rappresentate da Matar Suhail Al Yabhouni Al Dhaheri, nuovo presidente) e del marchio di telai lombardo Colnago. La nuova squadra assume la denominazione UAE Abu Dhabi, poi UAE Team Emirates, dal nome dello sponsor principale Emirates, ricevendo una delle diciotto licenze UCI World Tour per la stagione 2017.

## Cronistoria

### Annuario
| Anno | Codice | Nome                                                                    | Cat. | Biciclette       | Dirigenza |
| ---- | ------ | ----------------------------------------------------------------------- | ---- | ---------------- | --- |
| 2005 | LAM    | Lampre-Caffita                                                          | PT   | Cannondale       | Manager: Giuseppe Saronni (fino al 4 agosto), Claudio Corti (dal 12 giugno) Dir. sportivi: Fabrizio Bontempi, Guido Bontempi, Giuseppe Martinelli, Maurizio Piovani, Bruno Vicino                                                                               |
| 2006 | LAM    | Lampre-Fondital                                                         | PT   | Wilier Triestina | Manager: Giuseppe Saronni Dir. sportivi: Fabrizio Bontempi, Guido Bontempi, Giuseppe Martinelli, Maurizio Piovani, Bruno Vicino |
| 2007 | LAM    | Lampre-Fondital                                                         | PT   | Wilier Triestina | Manager: Giuseppe Saronni Dir. sportivi: Fabrizio Bontempi, Guido Bontempi, Giuseppe Martinelli, Maurizio Piovani, Bruno Vicino |
| 2008 | LAM    | Lampre                                                                  | PT   | Wilier Triestina | Manager: Giuseppe Saronni Dir. sportivi: Fabrizio Bontempi, Guido Bontempi, Maurizio Piovani, Bruno Vicino |
| 2009 | LAM    | Lampre-N.G.C.                                                           | PT   | Wilier Triestina | Manager: Giuseppe Saronni Dir. sportivi: Fabio Baldato, Fabrizio Bontempi, Brent Copeland, Maurizio Piovani, Bruno Vicino |
| 2010 | LAM    | Lampre-Farnese Vini                                                     | PT   | Wilier Triestina | Manager: Giuseppe Saronni Dir. sportivi: Fabrizio Bontempi, Maurizio Piovani, Valerio Tebaldi, Bruno Vicino |
| 2011 | LAM    | Lampre-ISD                                                              | WT   | Wilier Triestina | Manager: Giuseppe Saronni Dir. sportivi: Bogdan Bondariev, Fabrizio Bontempi, Roberto Damiani, Sandro Lerici, Orlando Maini, Maurizio Piovani, Valerio Tebaldi, Bruno Vicino                                                                                    |
| 2012 | LAM    | Lampre-ISD                                                              | WT   | Wilier Triestina | Manager: Giuseppe Saronni Dir. sportivi: Bogdan Bondariev, Fabrizio Bontempi, Roberto Damiani, Sandro Lerici, Orlando Maini, Maurizio Piovani, Bruno Vicino |
| 2013 | LAM    | Lampre-Merida                                                           | WT   | Merida           | Manager: Giuseppe Saronni Dir. sportivi: Orlando Maini, Fabrizio Bontempi, José Antonio Fernández, Sandro Lerici, Maurizio Piovani, Bruno Vicino |
| 2014 | LAM    | Lampre-Merida                                                           | WT   | Merida           | Manager: Brent Copeland Dir. sportivi: Orlando Maini, José Antonio Fernández, Marco Marzano, Simone Pedrazzini, Daniele Righi, Bruno Vicino |
| 2015 | LAM    | Lampre-Merida                                                           | WT   | Merida           | Manager: Brent Copeland Dir. sportivi: Orlando Maini, Marco Marzano, Philippe Mauduit, Simone Pedrazzini, Daniele Righi, Mario Scirea, Bruno Vicino |
| 2016 | LAM    | Lampre-Merida                                                           | WT   | Merida           | Manager: Carlo Saronni Dir. sportivi: Philippe Mauduit, Orlando Maini, Marco Marzano, Simone Pedrazzini, Daniele Righi, Mario Scirea, Bruno Vicino |
| 2017 | UAD    | UAE Abu Dhabi (fino al 20 febbraio) UAE Team Emirates (dal 21 febbraio) | WT   | Colnago          | Manager: Carlo Saronni Dir. sportivi: Mario Scirea, Orlando Maini, Marco Marzano, Simone Pedrazzini, Daniele Righi, Bruno Vicino |
| 2018 | UAD    | UAE Team Emirates                                                       | WT   | Colnago          | Manager: José Antonio Fernández Dir. sportivi: José Antonio Fernández, Marco Marzano, Philippe Mauduit, Simone Pedrazzini, Daniele Righi, Mario Scirea, Paolo Tiralongo, Bruno Vicino                                                                           |
| 2019 | UAD    | UAE Team Emirates                                                       | WT   | Colnago          | Manager: José Antonio Fernández Dir. sportivi: Neil Stephens, Rubens Bertogliati, Aurelio Corral, José Antonio Fernández, Andrej Hauptman, Marco Marzano, Simone Pedrazzini, Allan Peiper, Bruno Vicino                                                         |
| 2020 | UAD    | UAE Team Emirates                                                       | WT   | Colnago          | Manager: José Antonio Fernández Dir. sportivi: Neil Stephens, Rubens Bertogliati, Aurelio Corral, José Antonio Fernández, Andrej Hauptman, Marco Marzano, Manuele Mori, Simone Pedrazzini, Allan Peiper, Bruno Vicino, John Wakefield                           |
| 2021 | UAD    | UAE Team Emirates                                                       | WT   | Colnago          | Manager: José Antonio Fernández Dir. sportivi: Allan Peiper, Fabio Baldato, Rubens Bertogliati, Aurelio Corral, José Antonio Fernández, Fabrizio Guidi, Andrej Hauptman, Marco Marzano, Manuele Mori, Simone Pedrazzini, Bruno Vicino, John Wakefield           |
| 2022 | UAD    | UAE Team Emirates                                                       | WT   | Colnago          | Manager: José Antonio Fernández Dir. sportivi: José Antonio Fernández, Fabio Baldato, Rubens Bertogliati, Fabrizio Guidi, Andrej Hauptman, Marco Marcato, Marco Marzano, Manuele Mori, Simone Pedrazzini, Bruno Vicino, Aart Vierhouten, John Wakefield         |
| 2023 | UAD    | UAE Team Emirates                                                       | WT   | Colnago          | Manager: José Antonio Fernández Dir. sportivi: José Antonio Fernández, Fabio Baldato, Tomás Gil, Fabrizio Guidi, Andrej Hauptman, Marco Marcato, Marco Marzano, Manuele Mori, Simone Pedrazzini, Roberto San Emeterio, José Teixeira, Bruno Vicino              |
| 2024 | UAD    | UAE Team Emirates                                                       | WT   | Colnago          | Manager: José Antonio Fernández Dir. sportivi: José Antonio Fernández, Fabio Baldato, Tomás Gil, Fabrizio Guidi, Andrej Hauptman, Marco Marcato, Marco Marzano, Manuele Mori, Simone Pedrazzini, Roberto San Emeterio, José Teixeira, Bruno Vicino              |
| 2025 | UAD    | UAE Team Emirates XRG                                                   | WT   | Colnago          | Manager: José Antonio Fernández Dir. sportivi: José Antonio Fernández, Fabio Baldato, Tomás Gil, Fabrizio Guidi, Andrej Hauptman, Marco Marcato, Marco Marzano, Manuele Mori, Giacomo Notari, Simone Pedrazzini, Jan Polanc, Roberto San Emeterio, Bruno Vicino |

### Classifiche UCI
Aggiornato al 22 ottobre 2024.
| Anno | Classifica | Pos. | Migliore cl. individuale  |
| ---- | ---------- | ---- | ------------------------- |
| 2005 | ProTour    | 16º  | Gilberto Simoni (12º)     |
| 2006 | ProTour    | 5º   | Alessandro Ballan (6º)    |
| 2007 | ProTour    | 10º  | Damiano Cunego (8º)       |
| 2008 | ProTour    | 17º  | Damiano Cunego (2º)       |
| 2009 | World Cal. | 13º  | Damiano Cunego (12º)      |
| 2010 | World Cal. | 14º  | Alessandro Petacchi (24º) |
| 2011 | World Tour | 6º   | Michele Scarponi (4º)     |
| 2012 | World Tour | 14º  | Damiano Cunego (21º)      |
| 2013 | World Tour | 14º  | Michele Scarponi (16º)    |
| 2014 | World Tour | 14º  | Rui Costa (4º)            |
| 2015 | World Tour | 12º  | Rui Costa (9º)            |
| 2016 | World Tour | 15º  | Rui Costa (19º)           |
| 2017 | World Tour | 12º  | Diego Ulissi (16º)        |
| 2018 | World Tour | 12º  | Alexander Kristoff (27º)  |
| 2019 | World Tour | 4º   | Alexander Kristoff (8º)   |
| 2020 | World Tour | 3º   | Tadej Pogačar (2º)        |
| 2021 | World Tour | 4º   | Tadej Pogačar (1º)        |
| 2022 | World Tour | 2º   | Tadej Pogačar (1º)        |
| 2023 | World Tour | 1º   | Tadej Pogačar (1º)        |
| 2024 | World Tour | 1º   | Tadej Pogačar (1º)        |

## Palmarès
Aggiornato al 27 luglio 2025.

### Grandi Giri
- Giro d'Italia

Partecipazioni: 21 (2005, 2006, 2007, 2008, 2009, 2010, 2011, 2012, 2013, 2014, 2015, 2016, 2017, 2018, 2019, 2020, 2021, 2022, 2023, 2024, 2025)
Vittorie di tappa: 29
2007: 2 (Marzio Bruseghin, Danilo Napolitano)
2008: 1 (Marzio Bruseghin)
2011: 2 (Alessandro Petacchi, Diego Ulissi)
2014: 2 (Diego Ulissi)
2015: 4 (2 Sacha Modolo, Jan Polanc, Diego Ulissi)
2016: 2 (Diego Ulissi)
2017: 1 (Jan Polanc)
2019: 1 (Fernando Gaviria)
2020: 2 (Diego Ulissi)
2022: 1 (Alessandro Covi)
2023: 3 (Pascal Ackermann, Brandon McNulty, João Almeida)
2024: 6 (Tadej Pogačar)
2025: 2 (Juan Ayuso, Isaac Del Toro)
Vittorie finali: 2
2011 (Michele Scarponi)
2024 (Tadej Pogačar)
Altre classifiche: 6
2011: Squadre a punti
2012: Squadre a tempi
2023: Giovani (João Almeida)
2024: Scalatori (Tadej Pogačar)
2025: Giovani (Isaac Del Toro), Squadre
- Tour de France

Partecipazioni: 21 (2005, 2006, 2007, 2008, 2009, 2010, 2011, 2012, 2013, 2014, 2015, 2016, 2017, 2018, 2019, 2020, 2021, 2022, 2023, 2024, 2025)
Vittorie di tappa: 31
2007: 2 (Daniele Bennati)
2010: 2 (Alessandro Petacchi)
2015: 1 (Rubén Plaza)
2018: 2 (Daniel Martin, Alexander Kristoff)
2020: 4 (3 Tadej Pogačar, Alexander Kristoff)
2021: 3 (Tadej Pogačar)
2022: 3 (Tadej Pogačar)
2023: 3 (2 Tadej Pogačar, Adam Yates)
2024: 6 (Tadej Pogačar)
2025: 5 (4 Tadej Pogačar, Tim Wellens)
Vittorie finali: 4
2020 (Tadej Pogačar)
2021 (Tadej Pogačar)
2024 (Tadej Pogačar)
2025 (Tadej Pogačar)
Altre classifiche: 11
2006: Giovani (Damiano Cunego)
2010: Punti (Alessandro Petacchi)
2018: Combattività (Daniel Martin)
2020: Scalatori (Tadej Pogačar), Giovani (Tadej Pogačar)
2021: Scalatori (Tadej Pogačar), Giovani (Tadej Pogačar)
2022: Giovani (Tadej Pogačar)
2023: Giovani (Tadej Pogačar)
2024: Squadre
2025: Scalatori (Tadej Pogačar)
- Vuelta a España

Partecipazioni: 20 (2005, 2006, 2007, 2008, 2009, 2010, 2011, 2012, 2013, 2014, 2015, 2016, 2017, 2018, 2019, 2020, 2021, 2022, 2023, 2024)
Vittorie di tappa: 22
2007: 3 (Daniele Bennati)
2009: 2 (Damiano Cunego)
2010: 1 (Alessandro Petacchi)
2011: 1 (Francesco Gavazzi)
2015: 2 (Nélson Oliveira, Rubén Plaza)
2016: 1 (Valerio Conti)
2017: 1 (Matej Mohorič)
2019: 3 (Tadej Pogačar)
2020: 1 (Jasper Philipsen)
2021: 1 (Rafał Majka)
2022: 2 (Marc Soler, Juan Sebastián Molano)
2023: 1 (Juan Sebastián Molano)
2024: 3 (Brandon McNulty, Adam Yates, Marc Soler)
Vittorie finali: 0
Altre classifiche: 5
2019: Giovani (Tadej Pogačar)
2022: Squadre
2023: Giovani (Juan Ayuso)
2024: Scalatori (Jay Vine), Squadre

### Classiche monumento
- Giro delle Fiandre: 3

2007 (Alessandro Ballan); 2023, 2025 (Tadej Pogacar)
- Liegi-Bastogne-Liegi: 3

2021, 2024, 2025 (Tadej Pogačar)
- Giro di Lombardia: 6

2007, 2008 (Damiano Cunego); 2021, 2022, 2023, 2024 (Tadej Pogačar)

### Campionati nazionali
Strada
- Campionati australiani: 1

Cronometro: 2023 (Jay Vine)
- Campionati austriaci: 3

In linea: 2005 (Gerrit Glomser)
Cronometro: 2024, 2025 (Felix Großschartner)
- Campionati belgi: 2

In linea: 2025 (Tim Wellens)
Cronometro: 2024 (Tim Wellens)
- Campionati ecuadoriani: 1

In linea: 2025 (Jhonatan Narváez)
- Campionati emiratini: 7

In linea: 2017, 2018, 2019, 2021 (Yousif Mirza)
Cronometro: 2017, 2018, 2019 (Yousif Mirza)
- Campionati etiopi: 1

Cronometro: 2015 (Tsgabu Grmay)
- Campionati italiani: 2

Cronometro: 2006 (Marzio Bruseghin); 2011 (Adriano Malori)
- Campionati norvegesi: 2

In linea: 2018 (Vegard Stake Laengen); 2020 (Sven Erik Bystrøm)
- Campionati polacchi: 1

In linea: 2025 (Rafał Majka)
- Campionati portoghesi: 9

In linea: 2014 (Nélson Oliveira); 2015 (Rui Costa); 2022 (João Almeida); 2023, 2025 (Ivo Oliveira)
Cronometro: 2014, 2015 (Nélson Oliveira); 2023 (João Almeida); 2024, 2025 (António Morgado)
- Campionati sloveni: 9

In linea: 2007 (Tadej Valjavec); 2011 (Grega Bole); 2015 (Luka Pibernik); 2023 (Tadej Pogačar); 2024 (Domen Novak)
Cronometro: 2017 (Jan Polanc); 2019, 2020, 2023 (Tadej Pogačar)
- Campionati statunitensi: 2

Cronometro: 2023, 2024 (Brandon McNulty)
- Campionati svizzeri: 1

Cronometro: 2022 (Joël Suter)
- Campionati tedeschi: 1

Cronometro: 2024 (Nils Politt)
- Campionati ucraini: 2

In linea: 2011 (Oleksandr Kvačuk)
Cronometro: 2011 (Oleksandr Kvačuk)
Cross
- Campionati italiani: 1

Elite: 2005, 2006 (Enrico Franzoi)

## Organico 2025
Aggiornato al 1º gennaio 2025.

### Staff tecnico
|  | Naz.                 | Ruolo  | Sportivo               |  |  |  |
|  | -------------------- | ------ | ---------------------- |  |  |  |
|  | Spagna (bandiera)    | GM, DS | José Antonio Fernández |  |  |  |
|  | Italia (bandiera)    | DS     | Fabio Baldato          |  |  |  |
|  | Venezuela (bandiera) | DS     | Tomás Gil              |  |  |  |
|  | Italia (bandiera)    | DS     | Fabrizio Guidi         |  |  |  |
|  | Slovenia (bandiera)  | DS     | Andrej Hauptman        |  |  |  |
|  | Italia (bandiera)    | DS     | Marco Marcato          |  |  |  |
|  | Italia (bandiera)    | DS     | Marco Marzano          |  |  |  |
|  | Italia (bandiera)    | DS     | Manuele Mori           |  |  |  |
|  | Italia (bandiera)    | DS     | Giacomo Notari         |  |  |  |
|  | Svizzera (bandiera)  | DS     | Simone Pedrazzini      |  |  |  |
|  | Slovenia (bandiera)  | DS     | Jan Polanc             |  |  |  |
|  | Spagna (bandiera)    | DS     | Roberto San Emeterio   |  |  |  |
|  | Italia (bandiera)    | DS     | Bruno Vicino           |  |  |  |

### Rosa
|  | Naz.                     |  | Sportivo              | Anno |  |  |
|  | ------------------------ |  | --------------------- | ---- |  |  |
|  | Portogallo (bandiera)    |  | João Almeida          | 1998 |  |  |
|  | Spagna (bandiera)        |  | Igor Arrieta          | 2002 |  |  |
|  | Spagna (bandiera)        |  | Juan Ayuso            | 2002 |  |  |
|  | Italia (bandiera)        |  | Filippo Baroncini     | 2000 |  |  |
|  | Danimarca (bandiera)     |  | Mikkel Bjerg          | 1998 |  |  |
|  | Svizzera (bandiera)      |  | Jan Christen          | 2004 |  |  |
|  | Italia (bandiera)        |  | Alessandro Covi       | 1998 |  |  |
|  | Messico (bandiera)       |  | Isaac Del Toro        | 2003 |  |  |
|  | Austria (bandiera)       |  | Felix Großschartner   | 1993 |  |  |
|  | Belgio (bandiera)        |  | Rune Herregodts       | 1998 |  |  |
|  | Danimarca (bandiera)     |  | Julius Johansen       | 1999 |  |  |
|  | Norvegia (bandiera)      |  | Vegard Stake Laengen  | 1989 |  |  |
|  | Polonia (bandiera)       |  | Rafał Majka           | 1989 |  |  |
|  | Stati Uniti (bandiera)   |  | Brandon McNulty       | 1998 |  |  |
|  | Colombia (bandiera)      |  | Juan Sebastián Molano | 1994 |  |  |
|  | Portogallo (bandiera)    |  | António Morgado       | 2004 |  |  |
|  | Ecuador (bandiera)       |  | Jhonatan Narváez      | 1997 |  |  |
|  | Slovenia (bandiera)      |  | Domen Novak           | 1995 |  |  |
|  | Portogallo (bandiera)    |  | Ivo Oliveira          | 1996 |  |  |
|  | Portogallo (bandiera)    |  | Rui Oliveira          | 1996 |  |  |
|  | Slovenia (bandiera)      |  | Tadej Pogačar         | 1998 |  |  |
|  | Germania (bandiera)      |  | Nils Politt           | 1994 |  |  |
|  | Francia (bandiera)       |  | Pavel Sivakov         | 1997 |  |  |
|  | Spagna (bandiera)        |  | Marc Soler            | 1993 |  |  |
|  | Spagna (bandiera)        |  | Pablo Torres          | 2005 |  |  |
|  | Belgio (bandiera)        |  | Florian Vermeersch    | 1999 |  |  |
|  | Australia (bandiera)     |  | Jay Vine              | 1995 |  |  |
|  | Belgio (bandiera)        |  | Tim Wellens           | 1991 |  |  |
|  | Gran Bretagna (bandiera) |  | Adam Yates            | 1992 |  |  |